# بناء شين-مارونوأوتشي

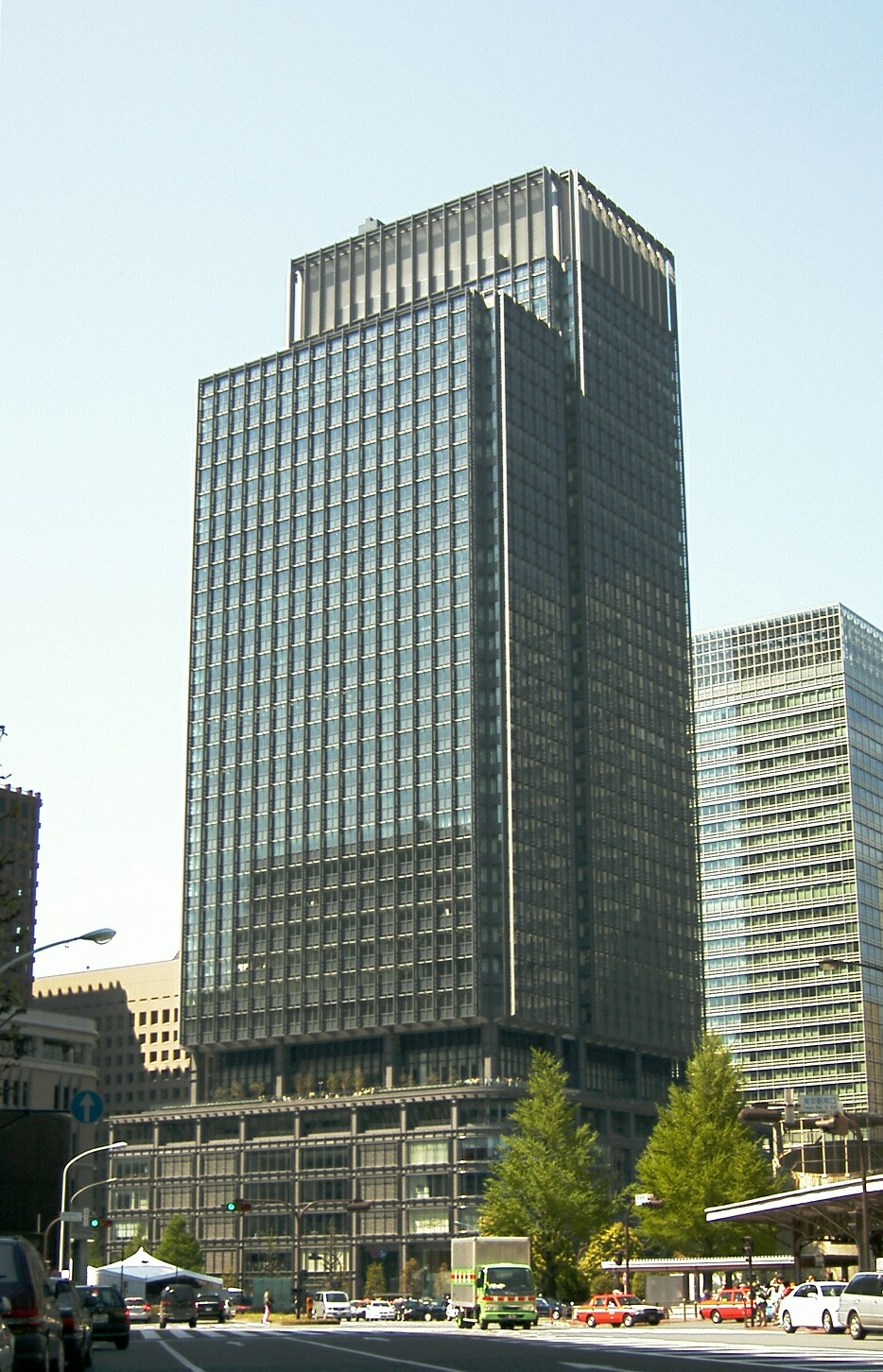
بناء شين-مارونوأوتشي.

مبنى شين-مارونوأوتشي (باليابانية: 新丸の内ビルディング شين-مارونوأوتشي بيرودينغ)، أو مبنى مارونوتشي الجديد، هو أعلى بناء في حي تشيودا في طوكيو. انتهى العمل في بناء المبنى في 19 أبريل 2007، وافتتح للجمهور في 27 أبريل 2007. يسمى في معظم الأحيان اختصارا ب «شين مارو بيرو».

## نظرة عامة
كان مبنى شين-مارو نو أوتشي السابق مكونا من 8 طوابق والذي كان قد بني في عام 1952. بدأت أعمال البناء للمبنى الحالي في 15 مارس 2005، ويشكل المبنى أحد المباني من مجمع المباني التجارية في «خطة مارونوأوتشي مانهاتن» ومشروع تكوير منطقة مارونوأوتشي، قام بتصميم المبنى شركة هوبكنز آرشيتيكتس في لندن.
تتكون الطوابق الأرضية للمبنى من مكاتب، و153 مخزن. بلغت تكلفة البناء الإجمالية حوالي 90 مليار ين، وشيدت من قبل شركة تاكيناكا. قام بتصميم المبنى المهندس المعماري البريطاني السير مايكل هوبكنز. يرتبط الطابق السفلي من المبنى مباشرة مع محطة طوكيو، بالإضافة إلى ارتباطه بالمباني الأخرى المحيطة به.

## وصلات خارجية
- الموقع الرسمي لبناء مارونوتشي شين نسخة محفوظة 21 أكتوبر 2007 على موقع واي باك مشين. (بالإنجليزية)
- شين مارونوأوتشي في الموقع الرسمي لهوبكنز آرشيتيكتس

(بالإنجليزية)